# Euphorbia hallii
Euphorbia hallii es una especie fanerógama perteneciente a la familia de las euforbiáceas.  Es originaria de   Cuba.

## Taxonomía
Euphorbia hallii fue descrita por Robert Allen Dyer y publicado en Journal of South African Botany 19: 135. 1953.
Etimología
Euphorbia: nombre genérico que deriva del médico griego del rey Juba II de Mauritania (52 a 50 a. C. - 23), Euphorbus, en su honor – o en alusión a su gran vientre –  ya que usaba médicamente Euphorbia resinifera. En 1753 Carlos Linneo asignó el nombre a todo el género.
hallii: epíteto otorgado  en honor del horticultor inglés Harry Hall (1906-1986), quien emigró a Sudáfrica y recolectó especies de eufórbias y estuvo al frente del jardín de suculentas del Jardín Botánico de Kirstenbosch durante 20 años.